# Municipio de Pittsford (Iowa)
El municipio de Pittsford (en inglés: Pittsford Township) es un municipio ubicado en el condado de Butler en el estado estadounidense de Iowa. En el año 2010 tenía una población de 900 habitantes y una densidad poblacional de 9,48 personas por km².

## Geografía
El municipio de Pittsford se encuentra ubicado en las coordenadas 42°46′39″N 92°57′52″O / 42.77750, -92.96444. Según la Oficina del Censo de los Estados Unidos, el municipio tiene una superficie total de 94.89 km², de la cual 94,81 km² corresponden a tierra firme y (0,08 %) 0,08 km² es agua.

## Demografía
Según el censo de 2010, había 900 personas residiendo en el municipio de Pittsford. La densidad de población era de 9,48 hab./km². De los 900 habitantes, el municipio de Pittsford estaba compuesto por el 97,89 % blancos, el 0,11 % eran afroamericanos, el 0,11 % eran asiáticos, el 1,44 % eran de otras razas y el 0,44 % eran de una mezcla de razas. Del total de la población el 3,22 % eran hispanos o latinos de cualquier raza.